# Tirà terrestre de coroneta rogenca
El tirà terrestre de coroneta rogenca (Muscisaxicola rufivertex) és un ocell de la família dels tirànids (Tyrannidae).

## Hàbitat i distribució
Habita zones obertes i vessants pedregosos dels Andes del Perú i nord de Bolívia i des del sud-oest del Perú, sud-oest de Bolívia, Xile i oest de l'Argentina.

## Taxonomia
Alguns autors consideren que la població de la major part del Perú i el nord-oest de Bolívia pertany en realitat a una espècie diferent:
- Muscisaxicola occipitalis - tirà terrestre de coroneta castanya.[3]